# Majk Spirit
Majk Spirit, właściwie Michal Dušička (ur. 27 sierpnia 1984 w Bratysławie) – słowacki raper i członek grupy H16. Swój pierwszy album solowy pt. Nový človek wydał w 2011 roku. W 2012 roku zdobył dwie nagrody w ankiecie Slávik: objawienie roku i nagrodę za najlepszy teledysk roku. W tymże roku został również laureatem MTV Europe Music Awards w kategorii Best Czech and Slovak Act. W 2015 roku wydał albumy Ypsilon Black a Ypsilon White. Jesienią 2018 roku, dokładnie 7 lat od debiutu solowego, wydał album Nie som tu náhodou, na którym pojawił się także Richard Müller.